# Международная федерация баскетбола
Международная федерация баскетбола (фр. Fédération Internationale de Basketball, сокр. FIBA, в русской транслитерации ФИБА) — организация, объединяющая все национальные баскетбольные федерации, определяющая основные направления развития мирового баскетбола. Под эгидой ФИБА проводится Чемпионат мира по баскетболу и другие международные соревнования. Штаб-квартира ФИБА находится в швейцарской коммуне Ми.
Изначально аббревиатура расшифровывалась как Международная федерация любительского баскетбола (Fédération Internationale de Basketball Amateur). В 1989 году слово Amateur было убрано (в связи с официальным допуском профессиональных баскетболистов к международным соревнованиям), но сокращать название не стали.

## История
18 июня 1932 года — Организация была образована на первой международной конференции национальных баскетбольных ассоциаций, состоявшейся в Женеве, Швейцария. Совещание национальных баскетбольных комитетов приняло решение о создании Международной Федерации баскетбольных ассоциаций (FIBA), у истоков создания ФИБА стояли национальные баскетбольные комитеты восьми стран, это: Аргентина, Чехословакия, Греция, Италия, Латвия, Португалия, Румыния и Швейцария.
1936 год — проведение первого олимпийского турнира по баскетболу.
1950 год — проведение первого чемпионата мира по баскетболу.
1989 год — на конгрессе ФИБА в немецком городе Мюнхен было принято решение об участии профессиональных баскетболистов во всех соревнованиях под эгидой ФИБА, включая Олимпийские игры.
2007 год — создан зал славы ФИБА.
2012 год — проведение первого чемпионата мира по баскетболу 3x3.
2022 год — отстранение от участия в соревнованиях спортсменов из России и Беларуси.

## Соревнования под эгидой ФИБА
С 1950 года стал проводиться чемпионат мира по баскетболу среди мужчин, а с 1953 года среди женщин. В настоящее время оба турнира проводятся независимо друг от друга, с интервалом раз в четыре года, чередуясь с Олимпийским баскетбольным турниром двухгодичным интервалом. Помимо этого под эгидой ФИБА проводятся первенства мира для юниорских (до 19 лет) и юношеских (до 21 года) мужских и женских сборных. Также ФИБА курирует все континентальные первенства, проходящие на всех пяти континентах, помимо них, юниорские (до 18 лет) и юношеские (до 20 лет) континентальные первенства, проводимые только в Африке, Америке и Европе.
С 1936 года баскетбольный турнир является неизменной частью программы Летних Олимпийских игр, проведением данного турнира в равной степени занимаются страна организатор Олимпийских игр, МОК и ФИБА.
С 1972 по 2002 год под его эгидой проводился турнир Кубок Ронкетти. В 2003 году изменён на Женский Еврокубок (FIBA EuroCup Women).